# 共和立憲制
共和立憲制是共和制的一種，在這種制度裏，由人民選出的國家元首和其他官員都必須遵守憲法的條文，由憲法限制政府統治人民的權力。
由於憲法的存在限制了政府的權力，採用這種制度的國家也被稱為「立憲制」。國家元首和其他官員的職位都必須經由選舉選出，而非透過世襲制度。無論國家元首或是官員作出的決策都必須接受司法機構的監督，因此這種國家也被稱為「共和制」。與直接民主制不同的是，在共和立憲制裡公民們並非由多數派所統治，而是由法規進行管理。同時民眾投票的範圍也只限於選出制定憲法的民意代表，而不是由民眾投票直接制定法律。
共和立憲制的目標之一便是為了避免暴民政治的產生，保護少數派免受多數的侵犯。共和立憲制的概念最初源自於亞里士多德在《政治學》一書裡提出的政體概念，他仔細比較了共和政體與民主及寡頭政治的差異。
共和立憲制被古典自由主義所提倡。美國便是世界上最早而又最廣泛採納共和立憲制的國家。
亞洲最明顯的立憲共和制的例子是“菲律賓第一共和國”。該國於1899年1月21日通過《馬洛洛斯憲法》，成為亞洲第一個實行共和立憲制度的國家。雖然在2年後就被美國吞併，但是在美國統治的那一段時間裏，菲律賓政府依然可以按照自己的憲法來治理國家，而非用美國的法律代替。